# 走茎异叶茴芹
走茎异叶茴芹（学名：Pimpinella diversifolia var. stolonifera）是伞形科茴芹属异叶茴芹的变种。分布在不丹、尼泊尔以及中国大陆的四川、云南等地，生长于海拔3,000米至3,300米的地区，多生长于林下及灌丛中，目前尚未由人工引种栽培。